# Масса Боннора — Эберта
Масса  Боннора-Эберта — наибольшее значение массы газовой изотермической сферы, погруженной в среду, испытывающую давление, при котором данная сфера может оставаться в гидростатическом равновесии. Облака газа с массой, превышающей массу Боннора-Эберта, неизбежно испытают гравитационный коллапс, образуя  при этом меньшие и более плотные объекты. Поскольку гравитационный коллапс облака межзвёздного газа является первым этапом образования протозвезды, то масса Боннора-Эберта является важным параметром при изучении звездообразования.
Для газового облака, погружённого в среду с газовым давлением {\displaystyle P_{0}}, масса Боннора-Эберта  определяется выражением
{\displaystyle M_{BE}={C_{BE}v_{T}^{4} \over {\sqrt {P_{0}G^{3}}}},}
где {\displaystyle G}  — гравитационная постоянная, {\displaystyle v_{T}\equiv {\sqrt {kT/{\mu }}}} — изотермическая  скорость звука ({\displaystyle \gamma =1}), {\displaystyle k} — постоянная Больцмана, {\displaystyle \mu } — молекулярная масса. Безразмерная константа {\displaystyle C_{BE}\simeq 1.18.}